# Elecciones subnacionales de La Paz de 2015
Las elecciones subnacionales de La Paz de 2015 se realizaron el 29 de marzo de 2015 para elegir los cargos de Gobernador, Alcalde, Asambleísta y Concejal de los 87 municipios del departamento.
El resultado fue una victoria del exministro de educación del Gobierno de Evo Morales, Félix Patzi candidato de la agrupación opositora SOL.BOque obtuvo el 50.09% de los votos contra los 30.68% de los votos de la dirigente sindical y candidata del oficialismo Felipa Huanca, estas elecciones constituyeron el fin del oficialismo de 7 años del MAS-IPSP en el Departamento de La Paz.